# 烏利亞河 (西班牙)
烏利亞河（Río Ulla）是西班牙的河流，位於伊比利亞半島西北部，流經拉科魯尼亞省、盧戈省和蓬特韋德拉省，河道全長132公里，流域面積2,803平方公里，最終注入阿罗萨湾。

## 语源
根据加利西亚语言学家的说法，河流名称可能来自原始印欧语词根*wel-，中文意为“车轮/旋转”。较早的拼写形式可见于公元906年拉丁文献记载的，由*Wulia变化而来。

## 图集

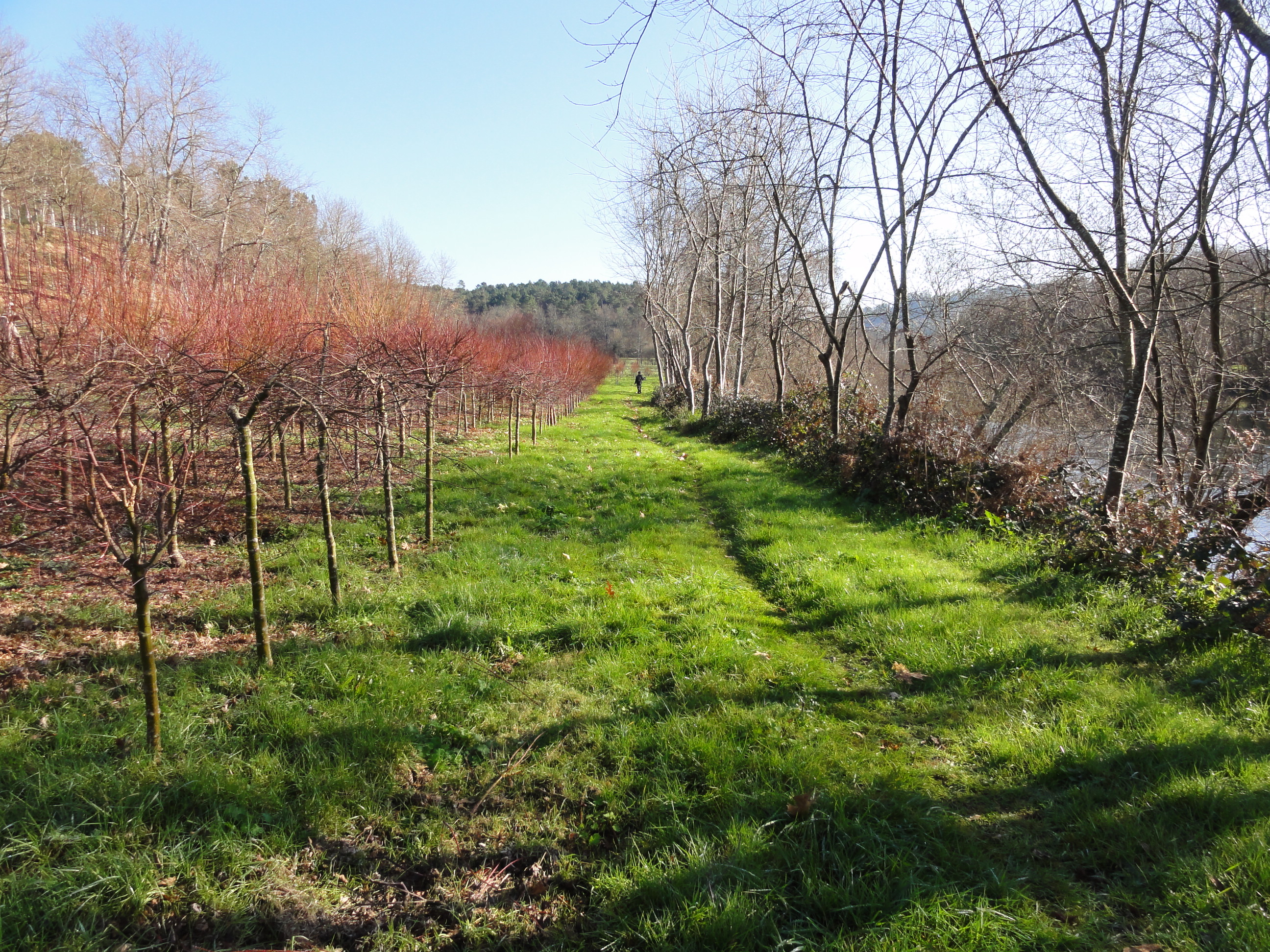
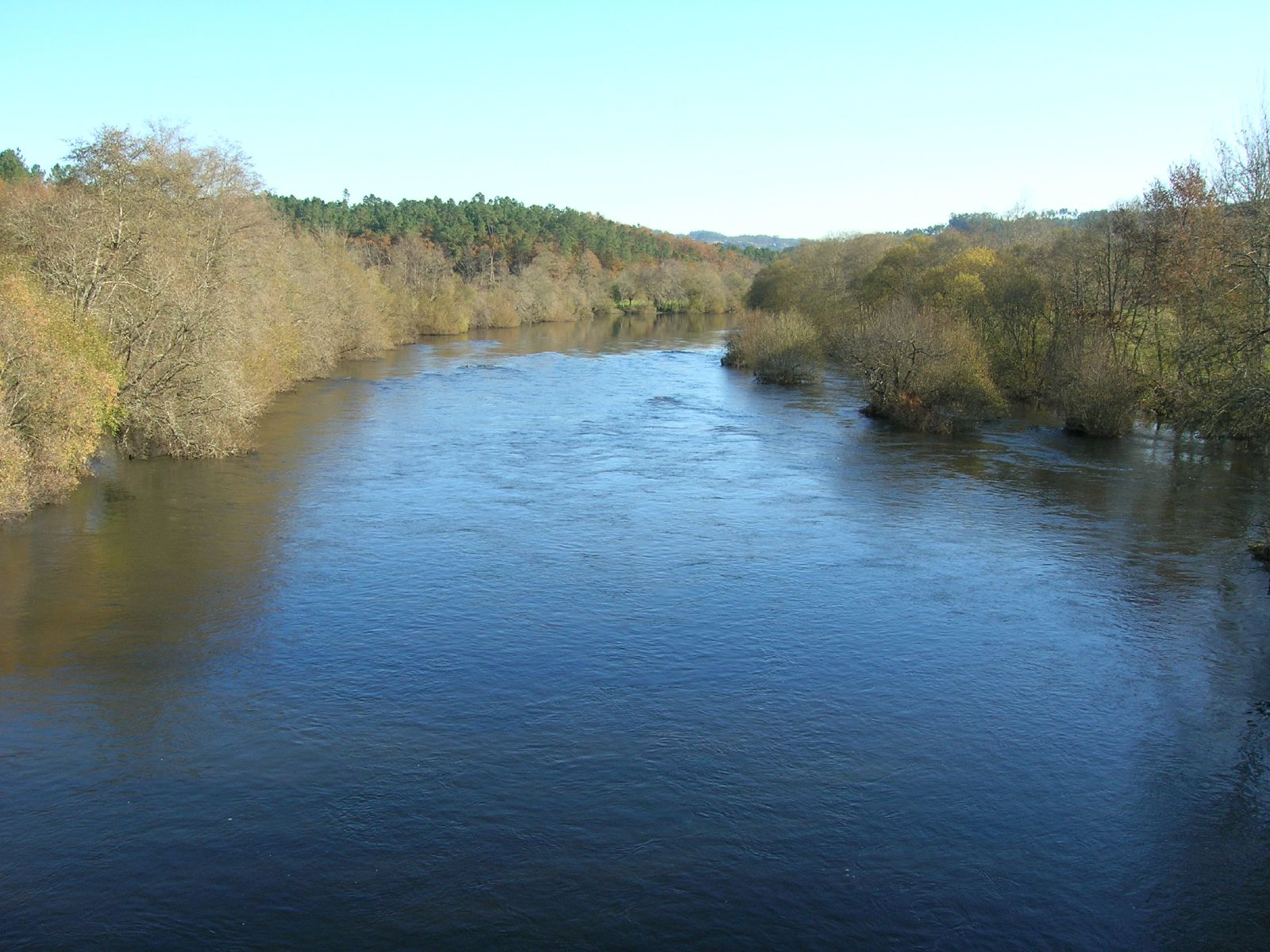
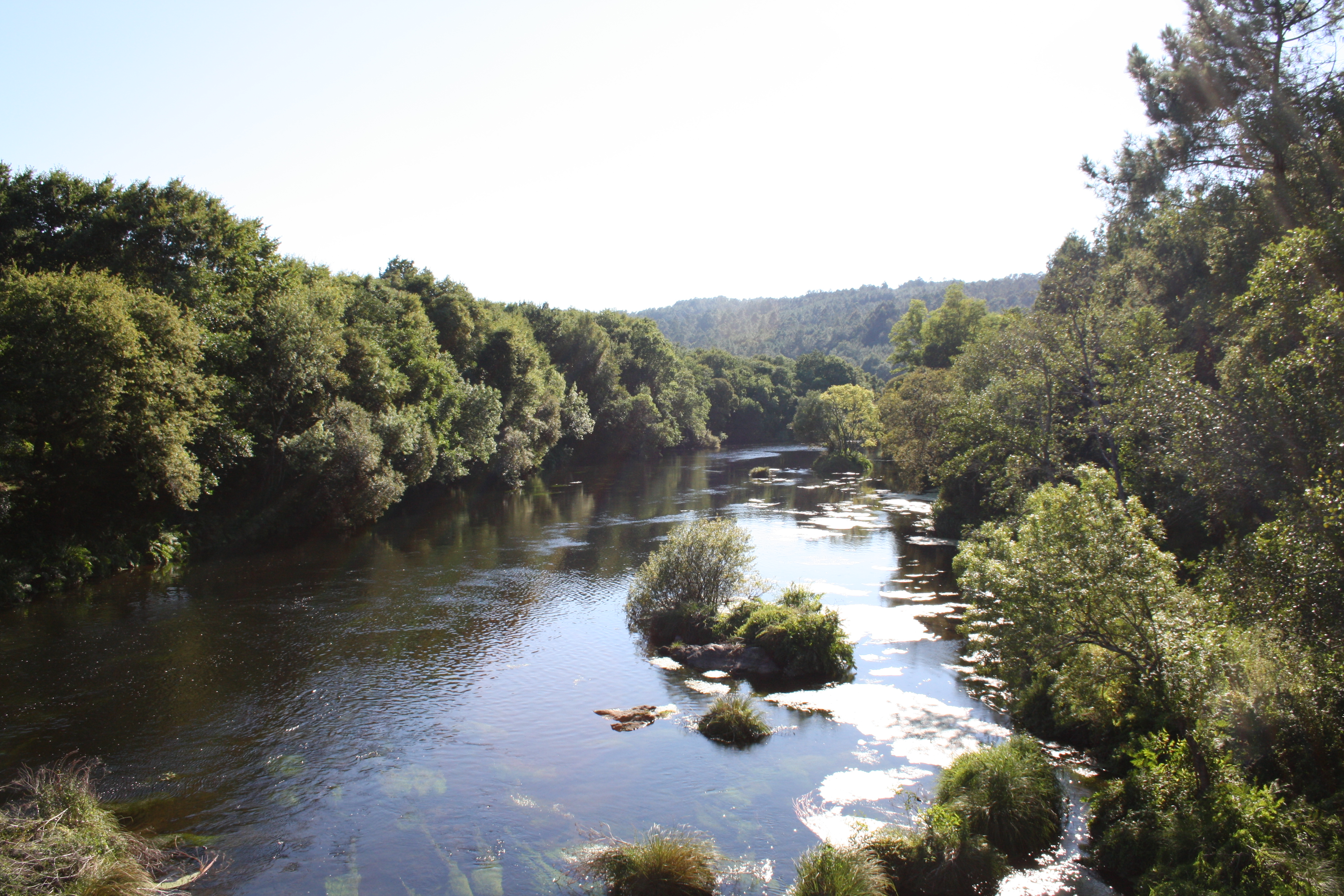
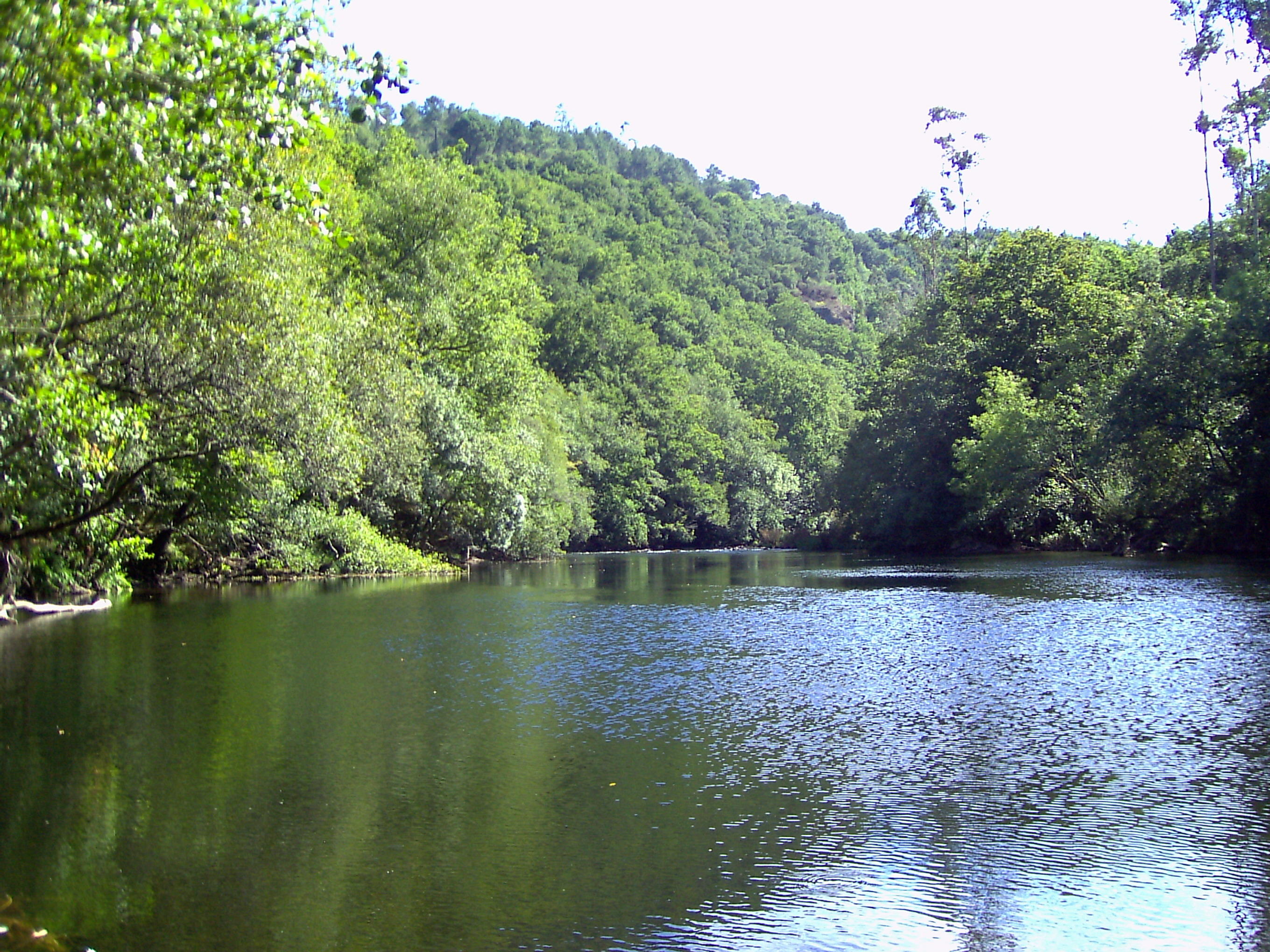
博凯雄段

## 外部連結
- 相关图片 （页面存档备份，存于）